# Урбан (апостол)
Вижте пояснителната страница за други личности с името Урбан.
Урбан или Урван (на гръцки: Ουρβανός) в Новия завет е един от седемдесетте апостоли. Споменат е в Посланието към римляните на апостол Павел (Римляни 16, 9). Урбан е ръкоположен за епископ в Македония от апостол Андрей. Умира мъченически, убит от евреи и езичници гърци.